# Pierre de Médicis (1554-1604)
 (avril 2008).
Si vous disposez d'ouvrages ou d'articles de référence ou si vous connaissez des sites web de qualité traitant du thème abordé ici, merci de compléter l'article en donnant les références utiles à sa vérifiabilité et en les liant à la section « Notes et références ».
Pour les articles homonymes, voir Pierre de Médicis.
Don Pietro de Médicis  (Florence, 3 juin 1554 - Madrid, 25 avril 1604) est le dernier des fils de Cosme Ier de Toscane, grand-duc de Toscane et d'Éléonore de Tolède.

## Biographie
Don Pietro de Médicis fut tôt initié à la diplomatie, avec des ambassades à Rome et Venise. Il épousa sa cousine, Leonora Álvarez de Tolède, qu'il étrangla par jalousie.
Sa réputation de débauché ne l'empêcha pas de se remarier. En 1593, il épouse Beatriz de Meneses, noble portugaise et beau parti qui devait l'aider à éponger ses dettes énormes. Mais il continue les fréquentations de ses courtisanes habituelles, dont Antonia Caravajal, qui lui donne deux bâtards. Il meurt couvert de dettes à Madrid.

## Descendance
- Cosimo (avant 1577 - 1644), illégitime, de Antonia Caravajal,
- Catalina oi Maria, illégitime, de Antonia Caravajal,
- Juana, illégitime, de Antonia Caravajal,
- Cosimo (10 février 1573 - août 1576), fils de Leonora Álvarez di Toledo
- Cosimo (Madrid, 1588 -  1610), de María de la Ribera
- Pietro (1592-1654), de Antonia Caravajal
- Leonora (1592-?), de Antonia Caravajal.